# The Radio 1 Breakfast Show
The Radio 1 Breakfast Show est l’émission de radio vedette de BBC Radio 1. Depuis le 24 septembre 2012, elle est présentée par Nick Grimshaw, qui a succédé à Chris Moyles, celui ayant présenté le plus longtemps cette émission.

## Histoire
Le premier présentateur du Breakfast Show était Tony Blackburn, qui prononça les premiers mots de Radio 1 et resta aux commandes pendant près de six ans. Entre autres, des DJ ont présenté le Breakfast Show pendant plus de cinq ans, comme Mike Read, Simon Mayo et Chris Moyles. Moyles est celui ayant présenté le plus longtemps le Breakfast Show de Radio 1, avec son émission baptisée The Chris Moyles Show pendant plus de huit ans et demi.

## Présentation
- Du 30 septembre 1967 au 1er juin 1973, Tony Blackburn.
- Du 4 juin 1973 au 29 avril 1978, Noel Edmonds.
- Du 2 mai 1978 à décembre 1980, Dave Lee Travis.
- De janvier 1981 à avril 1986, Mike Read.
- De mai 1986 à mai 1988, Mike Smith.
- De mai 1988 à septembre 1993, Simon Mayo.
- D’octobre 1993 à décembre 1993, Mark Goodier.
- De janvier 1994 au 21 avril 1995, Steve Wright.
- Du 24 avril 1995 au 17 janvier 1997, Chris Evans.
- Du 10 février 1997 au 10 octobre 1997, Mark and Lard.
- Du 13 octobre 1997 au 25 septembre 1998, Kevin Greening et Zoë Ball.
- Du 12 octobre 1998 à mars 2000, Zoë Ball.
- Du 31 mars 2000 au 19 décembre 2003, Sara Cox.
- Du 5 janvier 2004 au 14 septembre 2012, Chris Moyles.
- Depuis le 24 septembre 2012, Nick Grimshaw.

## Structure actuelle
Nick Grimshaw a remplacé Moyles en tant que présentateur du Breakfast Show le 24 septembre 2012. Son émission comprend une partie Call or Delete, un jeu repris de l’émission qu’il a précédemment animé sur Radio 1, et durant lequel des invités célèbres choisissent soit d’appeler un contact sur leur téléphone soit de totalement supprimer leur numéro. Une autre partie de l’émission est le The Nixtape, qui est une simple copie du 'Golden Hour' et du 'Happy Monday' de Chris Moyles, qui consiste à diffuser pendant 30 minutes des chansons motivantes les lundis matins. L'actualité est animée par Tina Daheley.